# Yun Seok-jung
Pour les articles homonymes, voir Yun.
Yun Seok-jung est un auteur de poèmes et de comptines pour enfants coréen.

## Biographie
Yun a commencé l'école à 10 ans. Étonné de voir que les chansons apprises pendant les cours de musique étaient japonaises, il commença tôt à écrire des comptines amusantes et travailla avec le compositeur Hong Nan-pa avec qui il a créé Plouf, Plouf et Demi-lune en pleine journée. À la libération, il a écrit Les enfants dans un nouveau monde puis a fondé la revue hebdomadaire Sohaksaeng (écoliers) en 1946. 
Yun a lancé une association en faveur des enfants en 1956 et a reçu le prix Magsaysay de littérature en 1978. Il est l'auteur d'environ 1200 textes..

## Livre traduit en français
- « Quatre points et demi », album jeunesse paru en 2006.  (ISBN 287730891X)